# Ricky Tamaca
Ricky Tamaca, noto anche come Rickie Tamarasco, pseudonimo di Riccardo Tammaccaro (Andria, 26 marzo 1949 – Robbiate, 25 aprile 2008), è stato un cantautore italiano.

## Biografia
Ricky Tamaca nasce il 21 marzo 1949 ad Andria, in provincia di Bari. Da giovane crea un'orchestra nel 1974 formata da alcuni suoi amici musicisti e lui avrà il ruolo di cantante, chitarrista. Con quest'orchestra inizia la sua carriera e si esibisce in vari paesi d'Italia e anche in  Svizzera al Noctambules di Montana Vermala interpretando tantissime canzoni di vari cantanti e cantautori conosciuti a quei tempi. Si ricorda in particolar modo (con quest'orchestra) l'interpretazione di Due di Drupi e Il giardino proibito di Sandro Giacobbe. Nel 1976 il gruppo raggiunge il fallimento e l'anno successivo Ricky Tamaca alla tarda età di quarant'anni, dopo tanti provini, esordisce come cantautore alla Baby Records, casa discografica grazie alla quale avrà anche modo di collaborare  come corista in vari concerti per artisti della stessa etichetta come ad esempio Paolo Barabani, Pupo, Stephen Schlaks, Harry Thumann, Ricchi e Poveri, Al Bano, Romina Power, Daniele Pace e tanti altri.
Quando l'allora Riccardo Tammaccaro va a Milano e entra nella casa discografica Baby Records, il fondatore Freddy Naggiar gli dona lo pseudonimo di Ricky Tamaca. Per il nome d'arte Ricky c'era anche un motivo che aveva spiegato l'allora Riccardo; era un grande appassionato di Ricky Nelson e allora decise stesso lui di indossare questo nome. Anche il cognome d'arte Tamaca (stavolta senza nessuna ispirazione) fu scelto liberamente dall'allora Riccardo. Allora il fondatore della Baby Records accettò e gli donò questo nome d'arte.
Era appunto l'anno 1977 quando Ricky Tamaca esordisce alla Baby Records e in seguito raccoglie tanti successi come Cinzia (1977), Io con lei non ci sto più (1977), Monica (1977), Sera di primavera (1981) e Amore scusami (2016). Quest'ultima canzone è la cover della celebre canzone di John Foster pubblicata nel 1964. Tra le varie canzoni di successo citate Precedentemente, Ricky Tamaca partecipa nel 1993 alla sedicesima edizione del Festival del Cantamare con la canzone Io con lei non ci sto più, scritta e composta da lui stesso insieme a Richard Osterreicher. Il primo 45 giri di Tamaca è Monica/Io con lei non ci sto più. Entrambe le tracce saranno racchiuse nel suo primo album intitolato Touch Me Baby, realizzato in Austria. Le sue canzoni vengono tradotte in numerose lingue e comincia a comparire spesso sugli schermi della televisione, maggiormente quella estera.
Nel 1979, Ricky Tamaca contatta Vince Tempera, Cristina Paltrinieri (che in seguito è diventata famosa per aver inciso le cover di ninne nanne e di brani popolari per bambini, ma anche di alcuni brani italiani, come Il cucù, Papaveri e papere, La cornacchia del Canadà, È arrivato l'ambasciatore, Casetta in Canadà, Il ballo del qua qua) e Bruno D'Andrea e realizza il gruppo musicale Gin & Tonic. Con questo gruppo esordisce alla casa discografica Durium e avranno un grande ascolto con la canzone George & Mildred, che diventa il loro più grande successo. Questa canzone sarà la colonna sonora dell'omonima serie televisiva britannica per l'anno 1979. Inoltre, sarà anche il lato A del singolo che vede sul lato B il brano Una casa, loro primo e unico 45 giri. Il gruppo si scioglie l'anno successivo dal fondamento.
Nel 1981 Ricky Tamaca collabora con Pinuccio Pirazzoli, il quale compone per lui Mercato, Canto por Jucar, Tunisia, Eccomi qui, Sera di primavera, Canterò di me, Vola, Con l'amore ti bruci e Cambierò radicalmente, pubblicate nello stesso anno. Sempre nello stesso anno, collabora anche con Pupo, il quale scrive per Tamaca le canzoni Il naittaro e Con l'amore ti bruci.
Nel 2008 pubblica il singolo dal titolo spagnolo Llueve il quale regala a Ricky Tamaca un discreto successo. Anche il testo e l'interpretazione della canzone è in spagnolo. Otto anni dopo, viene pubblicata la raccolta postuma Voglia di mare, che include la cover dell'omonimo singolo dei Romans, quattro canzoni di Tamaca pubblicate precedentemente e cover di altre canzoni di vari artisti.

## Discografia

### Solista
Album in studio
- 1977 - Touch Me Baby (Atom Records)
- 1981 - Ricky Tamaca (Global Records and Tapes)
- 1982 - Tamaca (F1 Team)

Raccolte
- 2016 - Voglia di mare (Jolly)

Singoli
- 1977 - Monica/Io con lei non ci sto più (Baby Records)
- 1977 - Cinzia/Due minuti ancora (Atom Records)
- 1977 - Balla balla/Vorrei averti qui (Atom Records)
- 1981 - Mercato/Il naittaro (Global Records and Tapes)
- 1981 - Canterò di me/Tunisia (F1 Team)
- 1981 - Sera di primavera/Con l'amore ti bruci  (Global Records and Tapes)
- 1984 - Io con lei... non ci sto più/Senza parlare (Taqua) (come Riccardo)
- 2008 - Llueve (Jolly)

### Con Gin & Tonic
Singoli
- 1979 - George & Mildred/Una casa (Durium)